# Buccolicum carmen

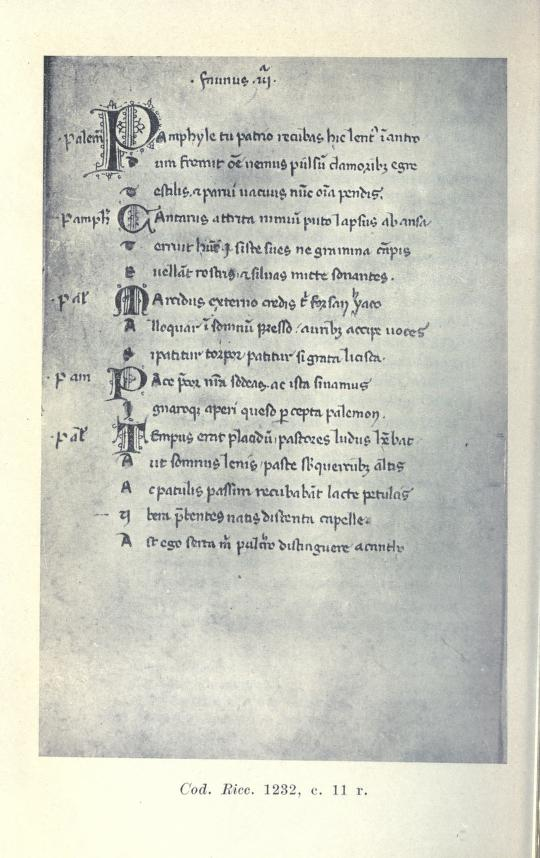
Bucólico carmen

O Buccolicum carmen (tradução livre: A canção bucólica) é uma coleção de dezesseis éclogas neolatinas, escrita pelo poeta italiano Giovanni Boccaccio entre os anos 1347 e 1363/1368. Embora tenha sido durante muito tempo negligenciado pela crítica, o Buccolicum pode ser considerado um dos trabalhos mais importantes de Boccaccio, quer pelo uso do latim, quer pelo seu conteúdo alegórico. Ao contrário de Francesco Petrarca, Boccaccio propõe um modelo mais "clássico" para o gênero pastoril, pautado sobretudo nas Éclogas do poeta romano Virgílio, e que servirá de exemplar para as próximas gerações de poetas bucólicos.

## Modelos e proposta
Em sua Epístola 23, destinada ao amigo e confessor Fra Martino da Signa, Boccaccio tece comentários a respeito da composição do Buccolicum carmen. Logo no início da carta, o Certaldense revela que, dentre os modelos de poesia bucólica mais proeminentes - a saber, Teócrito, Virgílio e Francesco Petrarca -, ele escolheu seguir Virgílio, pois, ao contrário dos outros dois, este teria feito uso moderado da alegoria nas suas éclogas:
"O poeta siracusano Teócrito, conforme nos transmitem os antigos, foi o primeiro que na poesia grega concebeu o estilo bucólico, porém nada discerniu senão aquilo que o córtice de suas palavras demonstra. Depois dele escreveu em latim Virgílio, mas sob o córtice escondeu alguns sentidos, se bem que nem sempre ele quis que discerníssemos algo sob o nome dos interlocutores. Depois dele escreveram outros, mas ignóbeis, com os quais não nos devemos preocupar, à exceção de meu insigne preceptor Francesco Petrarca, que elevou o estilo um pouquinho além do habitual e, conforme a matéria de suas éclogas, continuamente acrescentou algum significado aos nomes de seus interlocutores. Desses, eu segui Virgílio, por isso não me preocupei em esconder um sentido nos nomes de todos os interlocutores." (Ep. 23, 1-2)

## Lista de éclogas
1. Galla
2. Pampinea
3. Faunus
4. Dorus
5. Silva cadens
6. Alcestus
7. Iurgium
8. Midas
9. Lipis
10. Vallis opaca
11. Pantheon
12. Saphos
13. Laurea
14. Olympia
15. Phylostropos
16. Aggelos

## Edições e traduções (parciais ou completas)
- BOCCACCIO, G. (1994) Buccolicum carmen, a cura di G. P. Perini, in V. Branca (cura), Tutte le opere di Giovanni Boccaccio, vol. 5, t. 2. Milano: Mondadori: 689-1085.

- ______. (1987) Eclogues, translated by J. L. Smarr. New York: Garland Pub.
- ______. (1914) Il “Buccolicum Carmen”. Trascritto di su l'autografo Riccardiano e illustrato per cura di Giacomo Lidonnici. Città di Castello: Casa Editrice S. Lapi.
- ______. (1936) Olympia. In: Pearl. Edited with modern rendering together with Boccaccio’s Olympia by Sir Israel Gollancz. London: Chatto & Windus.
- ______. (1928) Opere latine minori: Buccolicum carmen; Carminum et epistolarum quae supersunt; Scripta breviora. A cura di Aldo Francesco Massèra. Bari: G. Laterza & Figli, 1928.
- ______. (2010) The Latin eclogues. Translated by David R. Slavitt. Baltimore: The Johns Hopkins University Press.
- FONSECA Jr., A. O. (2016) Olympia de Giovanni Boccaccio: gêneros e memória poética virgiliana. Campinas: Unicamp (tese de mestrado).